# 芝加哥 (堪薩斯州)
芝加哥（英語：Chicago）是位於美國堪薩斯州謝里敦縣的一個鬼鎮。

## 歷史
芝加哥的郵政局於1880年設立，直到1887年結束營運。

## 地理
芝加哥所處的海拔為高於海平面810米（即2657英呎），而該地所採用的時區為UTC-6，即北美中部時區（CST）。同時該地設有夏令時間，為UTC-6調快一小時，即UTC-5（CDT）。